# Rodel Mayol
Rodel Mayol (* 9. August 1981 in Mandaue City, Philippinen) ist ein ehemaliger philippinischer Boxer im Halbfliegengewicht. 

## Profikarriere
Im Jahre 2000 begann er erfolgreich seine Profikarriere. Am 21. November 2009 boxte er gegen Édgar Sosa um den Weltmeistertitel des Verbandes WBC und siegte durch K. o. Diesen Gürtel verlor allerdings bereits in seiner zweiten Titelverteidigung im Juni des darauffolgenden Jahres an Omar Nino Romero.
Im Jahre 2012 beendete er seine Karriere.